# Himlen kan vänta (film, 1943)
Himlen kan vänta (engelska: Heaven Can Wait) är en amerikansk komedifilm i Technicolor från 1943 i regi av Ernst Lubitsch. Filmen är baserad på Leslie Bush-Feketes pjäs Születésnap från 1934. I huvudrollerna ses Gene Tierney, Don Ameche och Charles Coburn, bland övriga roller märks Marjorie Main, Laird Cregar, Spring Byington, Allyn Joslyn, Eugene Pallette, Signe Hasso, Louis Calhern, Tod Andrews och Clara Blandick.

## Rollista i urval
- Gene Tierney - Martha
- Don Ameche - Henry Van Cleve
- Charles Coburn - Hugo Van Cleve, Henrys farfar
- Marjorie Main - Mrs. Strable, Marthas mor
- Laird Cregar - hans höghet
- Spring Byington - Bertha Van Cleve, Henrys mor
- Allyn Joslyn - Albert Van Cleve, Henrys kusin
- Eugene Pallette - E.F. Strable, Marthas far
- Signe Hasso - "Mademoiselle" Yvette Blanchard
- Louis Calhern - Randolph Van Cleve, Henrys far

## Nomineringar och utmärkelser
Filmen blev Oscarsnominerad i kategorierna Bästa foto, Bästa regi och Bästa film.